# Łucja Demby
Łucja Demby – polska filmoznawczyni, dr hab. nauk humanistycznych, profesor Uniwersytetu Jagiellońskiego w Instytucie Sztuk Audiowizualnych Wydziału Zarządzania i Komunikacji Społecznej UJ.

## Życiorys
Córka Ryszarda Dembego i Danieli z d. Bogdan. 
16 grudnia 1996 obroniła pracę doktorską pt. Poza rzeczywistością. Spór o wrażenie realności w historii francuskiej myśli filmowej, a 21 kwietnia 2010 uzyskała stopień doktora habilitowanego nauk humanistycznych na podstawie rozprawy zatytułowanej Harmonia świata. Twórczość filmowa Nikity Michałkowa.
Została zatrudniona na stanowisku adiunkta w Instytucie Sztuk Audiowizualnych na Wydziale Zarządzania i Komunikacji Społecznej Uniwersytetu Jagiellońskiego. W 2019 została profesorem UJ (profesorem
nadzwyczajnym). Pełni też funkcję specjalisty w Komitecie Nauk o Sztuce Wydziału I Nauk Humanistycznych i Społecznych Polskiej Akademii Nauk. 

## Nagrody
- Laureatka nagrody na międzynarodowym konkursie im. Filippo Sacchi, zorganizowanym przez Sindacato Nazionale Giornalisti Cinematografici Italiani – Rzym 1992[2]
- Laureatka kilku edycji konkursu Towarzystwa Asystentów UJ na najlepsze publikacje[2]

## Wybrane publikacje
- 2002: Poza rzeczywistością. Spór o wrażenie realności w historii francuskiej mysli filmowej, Kraków, wyd. Rabid. ISBN 83-88668-34-X
- 2005: Droga do Rosji. "Autostop" Nikity Michałkowa: "prosta historia" o człowieku zachodu w świecie wartości wschodnich[1]
- 2008: Mickiewicz w Rzeszowie[1]
- 2009: Śmierć konwencji?[1]
- 2009: Harmonia świata. Twórczość filmowa Nikity Michałkowa, Kraków, wyd. Rabid. ISBN 978-83-60236-38-3